# Tengerre, tata!
A Tengerre, tata! (eredeti cím: Out to Sea) 1997-ben bemutatott amerikai romantikus filmvígjáték, melyet Robert Nelson Jacobs forgatókönyvéből Martha Coolidge rendezett. A film operatőre Koltai Lajos volt. A főbb szerepekben Walter Matthau és Jack Lemmon látható, akiknek ez volt az utolsó előtti közös filmjük.

## Cselekmény
Két idősödő úriember fellóg egy luxushajóra, hogy gazdag, idős hölgyek révén meggazdagodjanak. Charlie (Matthau) mond először igent az ötletre, még özvegy sógora, Herb (Lemmon) nevében is. A hajóskapitány kibírhatatlan és ők csak akkor maradhatnak a hajón, ha hivatásos táncpartnerként vannak jelen. A gond már csak az, hogy egyikük sem egy kiváló táncos.

## Szereplők
| Színész          | Szerep             | Magyar hang       |
| ---------------- | ------------------ | ----------------- |
| Jack Lemmon      | Herb Sullivan      | Makay Sándor      |
| Walter Matthau   | Charlie Gordon     | Velenczey István  |
| Dyan Cannon      | Liz LaBreche       | Hegyi Barbara     |
| Gloria DeHaven   | Vivian             | Földi Teri        |
| Brent Spiner     | Gil Godwyn         | Rosta Sándor      |
| Elaine Stritch   | Mavis LaBreche     | Pásztor Erzsi     |
| Estelle Harris   | Bridget            |                   |
| Hal Linden       | Mac Valor          | Dobránszky Zoltán |
| Donald O’Connor  | Jonathan Devereaux | Forgács Gábor     |
| Edward Mulhare   | Cullen Carswell    | Versényi László   |
| Rue McClanahan   | Ellen Carruthers   | Halász Aranka     |
| Joe Viterelli    | Mickey             | Ujlaki Dénes      |
| Alexandra Powers | Shelly             | Somlai Edina      |
| Sean O'Bryan     | Allan              | Stohl András      |
| Esther Scott     | Maria              | Kocsis Mariann    |
| Allan Rich       | Sebastian          | Szabó Ottó        |